# Амсет
Амсет (егип. jms.tj) — в древнеегипетской религии заупокойное божество, один из четырёх сыновей Гора. Амсет был единственным из четырёх сыновей Гора, кого изображали с человеческой головой. Главной его задачей была защита печени умершего. Покровительницей Амсета была богиня Исида.

## Изображение
В отличие от своих братьев, всегда изображался антропоморфным, до периода Среднего Царства - в женском облике. 

## Значение в качестве бога-хранителя каноп
В качестве бога-хранителя каноп вместе с тремя другими сыновьями Гора  —  Хапи, Дуамутефом и Кебехсенуфом  —  он охранял мумифицированные внутренности. В его ведении была защита печени. 
Также Амсет отвечать за Ка человека.

## Значение в мифологии
Уже в Текстах Пирамид Амсета называют богом-хранителем мëртвых и их помощником в восхождении на небеса. В надписях на сосудах каноп и ящиках, где они помещались,  призывается Амсет. 
В цикле Осириса Амсет, как и остальные сыновья Гора, является «одним из стражей часов на теле Осириса». Он является покровителем первого дня и первого часа ночи, о котором сказано в связи с тем и другим: «Амсет приходит, чтобы увидеть тебя, он повергает врага на правой стороне». В мистериях Осириса его главной функцией была охрана последнего.
Согласно египетской мифологии, его, как и его братьев, Гор назначил хранителем одной из сторон света и отправил на Юг вестником коронации. Амсет является также богом-звездой. Ему покровительствует Исида.

## Галерея

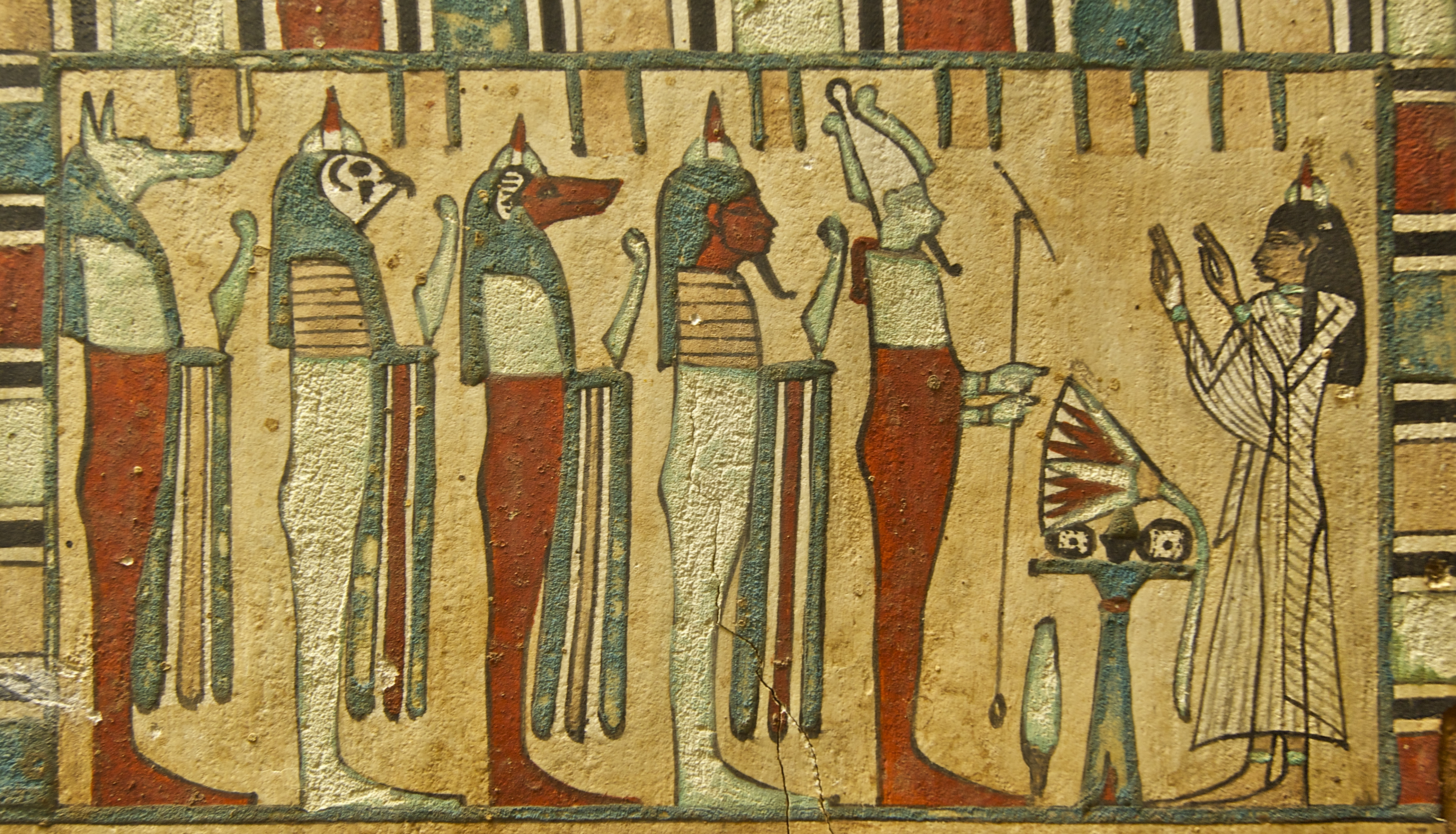
Справа налево: Осирис, Амсет, Хапи, Квебехсенуф и Дуамутеф.
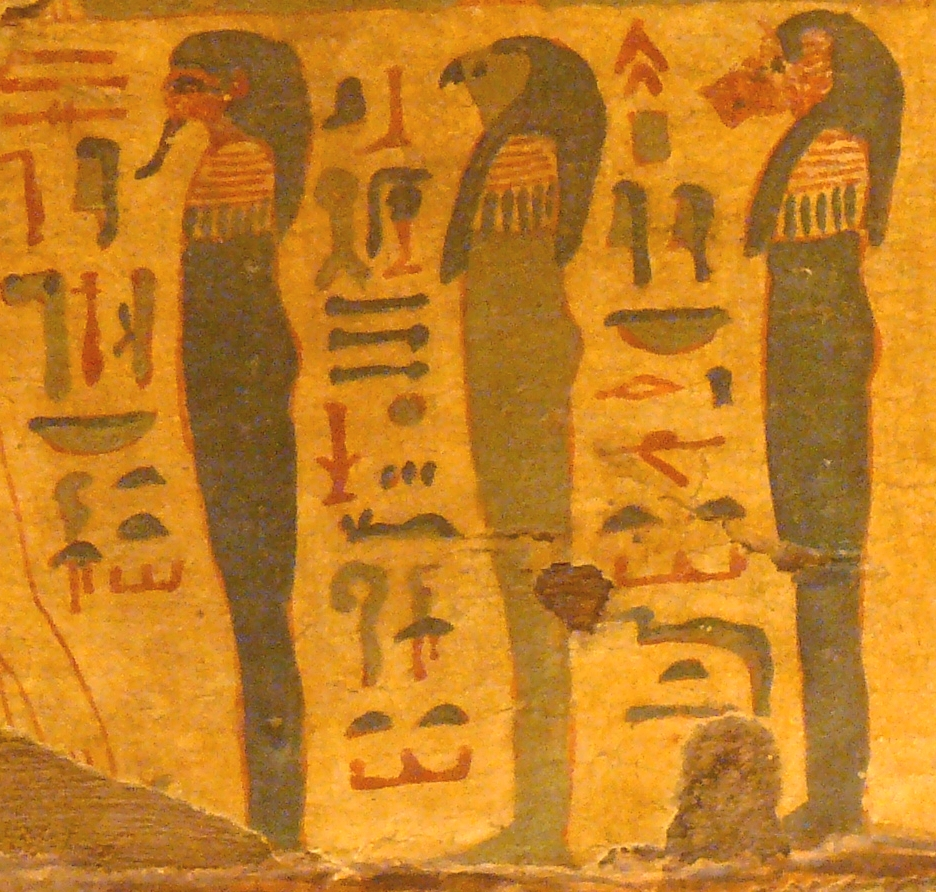
Слева направо: Амсет, Кебехсенуф и Хапи.
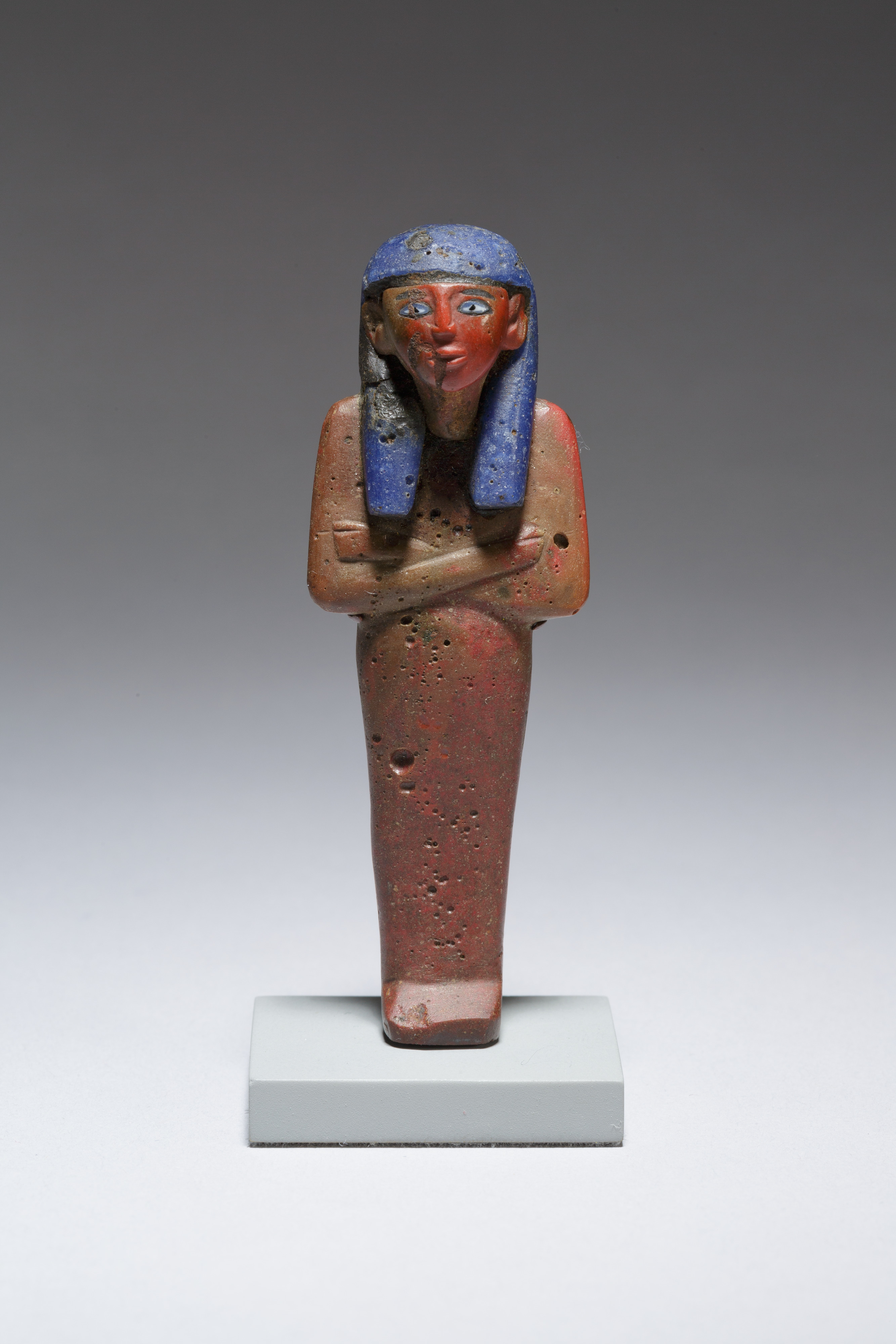
Погребальная фигурка, Третий переходный период (ок. 1100–332 годы до н.э.)